# グラハム・ヘインズ
グラハム・ヘインズ（Graham Haynes、1960年9月16日 - 、ニューヨーク州ブルックリン生まれ）は、アメリカのコルネット奏者、トランペッター、作曲家である。ジャズ・ドラマーのロイ・ヘインズの息子であるグラハムは、ニュージャズでの仕事で知られ、ヒップホップやエレクトロニック・ミュージックの要素をジャズと融合させている。

## 略歴
ジャズで伝統的な境界線を超えようとする願望を持つグラハム・ヘインズのエレクトロニック・ミュージックへの最初の進出は、1979年にアルトサックス奏者のスティーヴ・コールマンと出会ったときであった。一緒に、ファイヴ・エレメンツと呼ばれるバンドを結成し、M-BASEコレクティヴと呼ばれる影響力のある即興演奏者によるグループを立ち上げた。自身のアンサンブル、グラハム・ヘインズ・アンド・ノー・イメージの結成とその後のアルバム（『ホワット・タイム・イット・ビー』）をリリースした後、ヘインズは1980年代の活動のバランスをアフリカ、アラビア、南アジアの幅広い音楽に関する研究に費やした。1990年にフランスに移転した後、ヘインズはこれらの遠く離れた影響を、自身の次の2枚のアルバム『Nocturne Parisian』『グリオッツ・フットステップス』に取り入れた。
ヘインズは1993年にニューヨークに戻り、活気に満ちたヒップホップ・シーンの影響を取り入れていった。そして、出来上がったアルバムはサンプルの比重が高い『トランジッション』となった。さらに別のハイブリッド・アルバム（1996年の『Tones For The 21st Century』）をリリースした後、ヘインズはドラムンベースに目覚め、ロンドンやアメリカで最高クラスのDJやプロデューサーと連携し始めた。これはドラムンベースのビートとリヒャルト・ワーグナーのクラシック音楽を融合した、2000年代のアルバム『BPM』のリリースで明らかになった。
長年にわたって、ヘインズはいくつかの批評家から称賛されたマルチメディア・プロジェクトで多忙に過ごし、映画『Flag Wars』と『The Promise』のスコアを作曲し、ニューヨーク大学で講義を行い、名誉ある「Alpert Award for The Arts」の2つのノミネートを受けた。彼は、ロイ・ヘインズ、カサンドラ・ウィルソン、ヴァーノン・リード、ミシェル・ンデゲオチェロ、ザ・ルーツ、デヴィッド・マレイ、ジョージ・アダムス、エド・ブラックウェル、ビル・ラズウェル、スティーヴ・ウィリアムソン、ビル・ディクソンなどのアーティストと協力している。
最近では、ヴィジェイ・アイヤーによる2017年のECMレコードからのアルバム『Far From Over』に参加している。

## ディスコグラフィ

### リーダー・アルバム
- 『ホワット・タイム・イット・ビー』 - What Time It Be (1991年、Muse) ※グラハム・ヘインズ&ノー・イメージ名義
- Nocturne Parisian (1992年、Muse)
- 『グリオッツ・フットステップス』 - The Griot's Footsteps (1994年、Antilles/Verve)
- 『トランジッション』 - Transition (1995年、Polygram/Antilles)
- Tones For The 21st Century (1997年、Polygram/Verve)
- Organik Mechanix (1999年、ION) ※Organik Mechanix名義
- BPM (2000年、Knitting Factory)
- Full Circle (2007年、RKM)

グラハム・ヘインズ / ハードエッジ
- Austere Geometry (2005年、Hardedge) ※ライブ
- Reality Eclipsed (2006年、Hardedge)
- Paralyzed By The Approach Of The Inevitable (2007年、Hardedge)
- But You Can't, Can You? (2008年、Hardedge) ※ライブ
- Is It That Dark? (2008年、Hardedge)
- Burned To The Water's Edge (2009年、Hardedge)
- Within An Inch Of Its Life (2010年、Hardedge)
- Led Into Uncertainty (2010年、Hardedge)

### 参加アルバム
ジャッキー・バイアード・アンド・ジ・アポロ・ストンパーズ
- Phantasies II (1988年、Soul Note)

ユリ・ケイン
- 『スフィア・ミュージック』 - Sphere Music (1993年、JMT)

スティーヴ・コールマン
- 『マザランド・パルス』 - Motherland Pulse (1985年、JMT) ※スティーヴ・コールマン・グループ名義
- 『オン・ジ・エッジ・オブ・トゥモロウ』 - On the Edge of Tomorrow (1986年、JMT)
- 『ワールド・エクスパンション』 -World Expansion (1987年、JMT)

ビル・ラズウェル & ジャー・ウォブル
- Radioaxiom: A Dub Transmission (2001年、Axiom/Palm)

デヴィッド・マレイ
- 『デイヴィッド・マレイ・ビッグ・バンド』 David Murray Big Band (1991年、DIW/Columbia)

ボビー・プレヴィット
- Weather Clear, Track Fast (1991年、Enja)

ヴィジェイ・アイヤー
- Far from Over (2017年、ECM)